# Maison du Roi
La Maison du Roi (Casa del Re, in neerlandese: Broodhuis) sorge sulla famosissima Grand Place di Bruxelles. Nonostante la sua ricostruzione ottocentesca (su piani originali cinquecenteschi) rappresenta un bell'esempio dello stile Gotico brabantino.

## Storia e descrizione

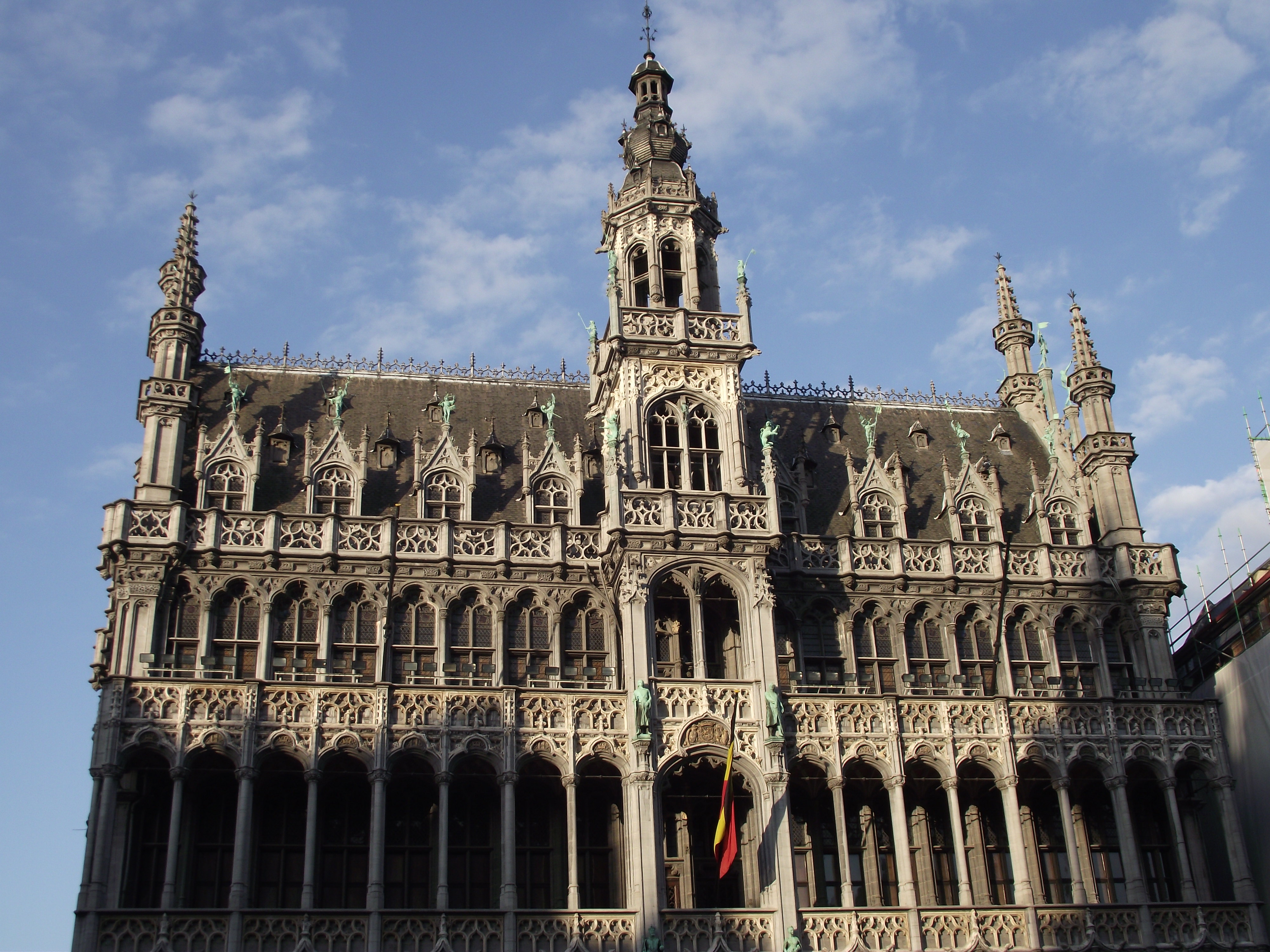
La facciata.

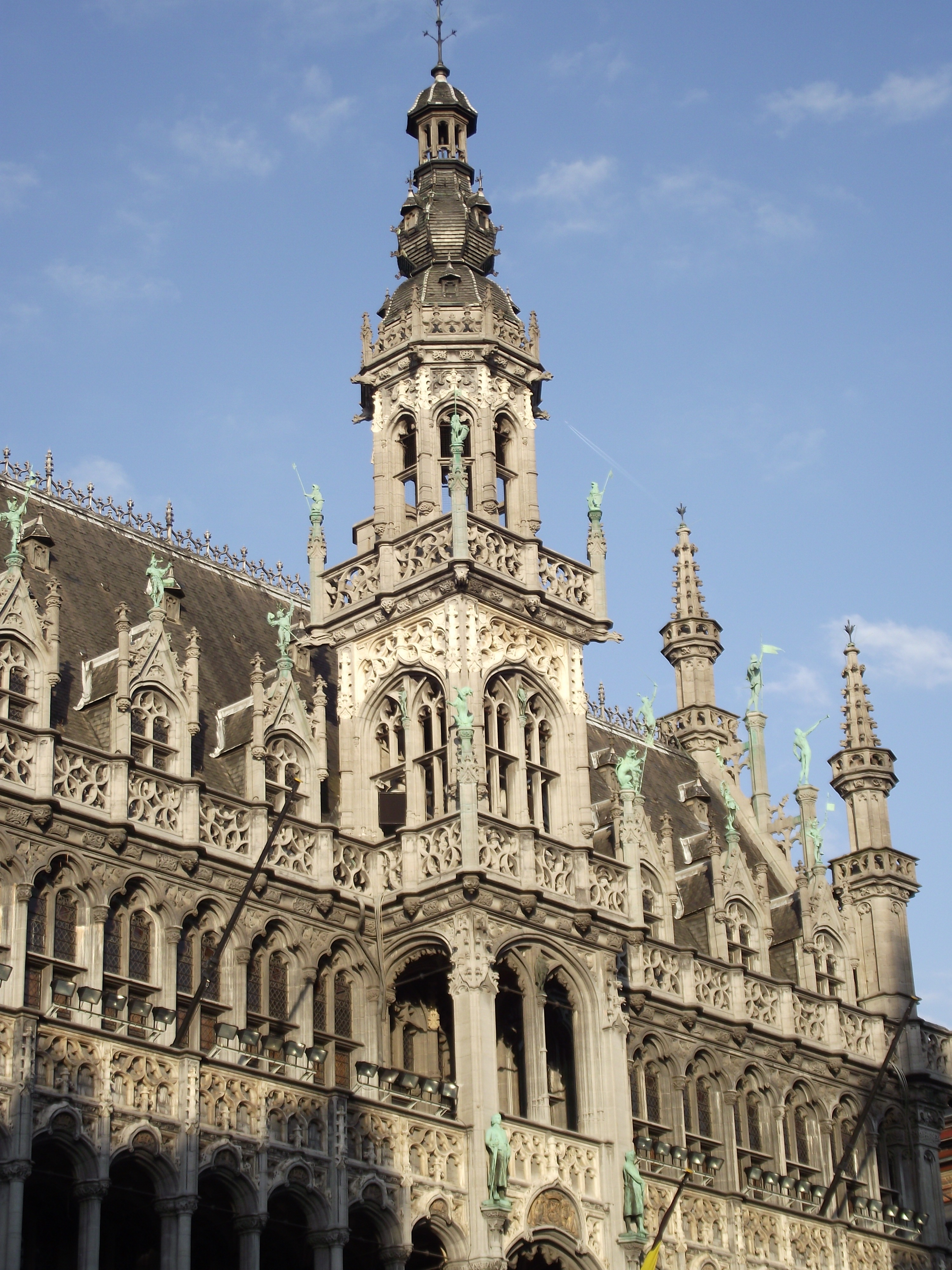
Il Beffroi.

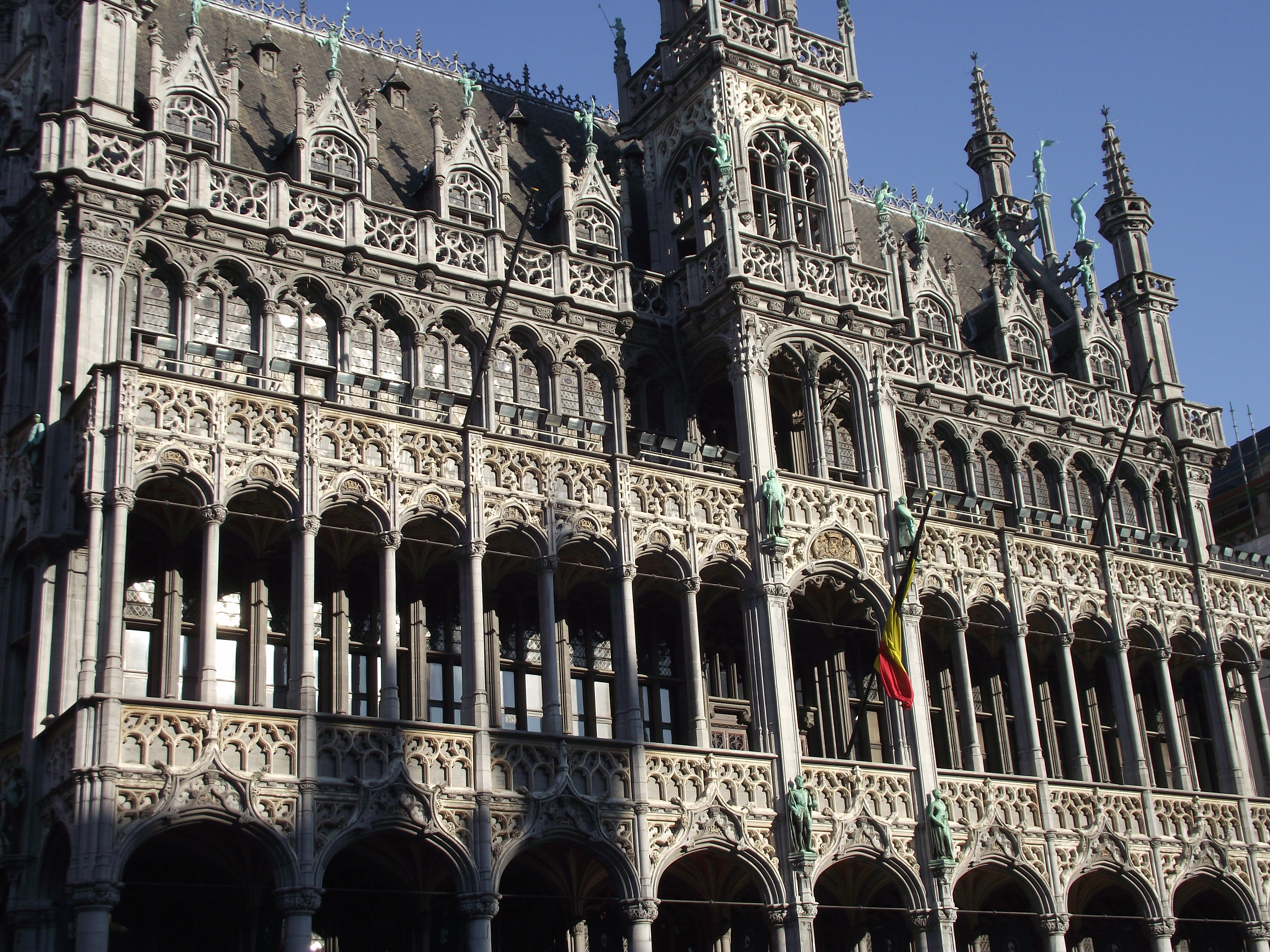
Veduta della facciata a logge.

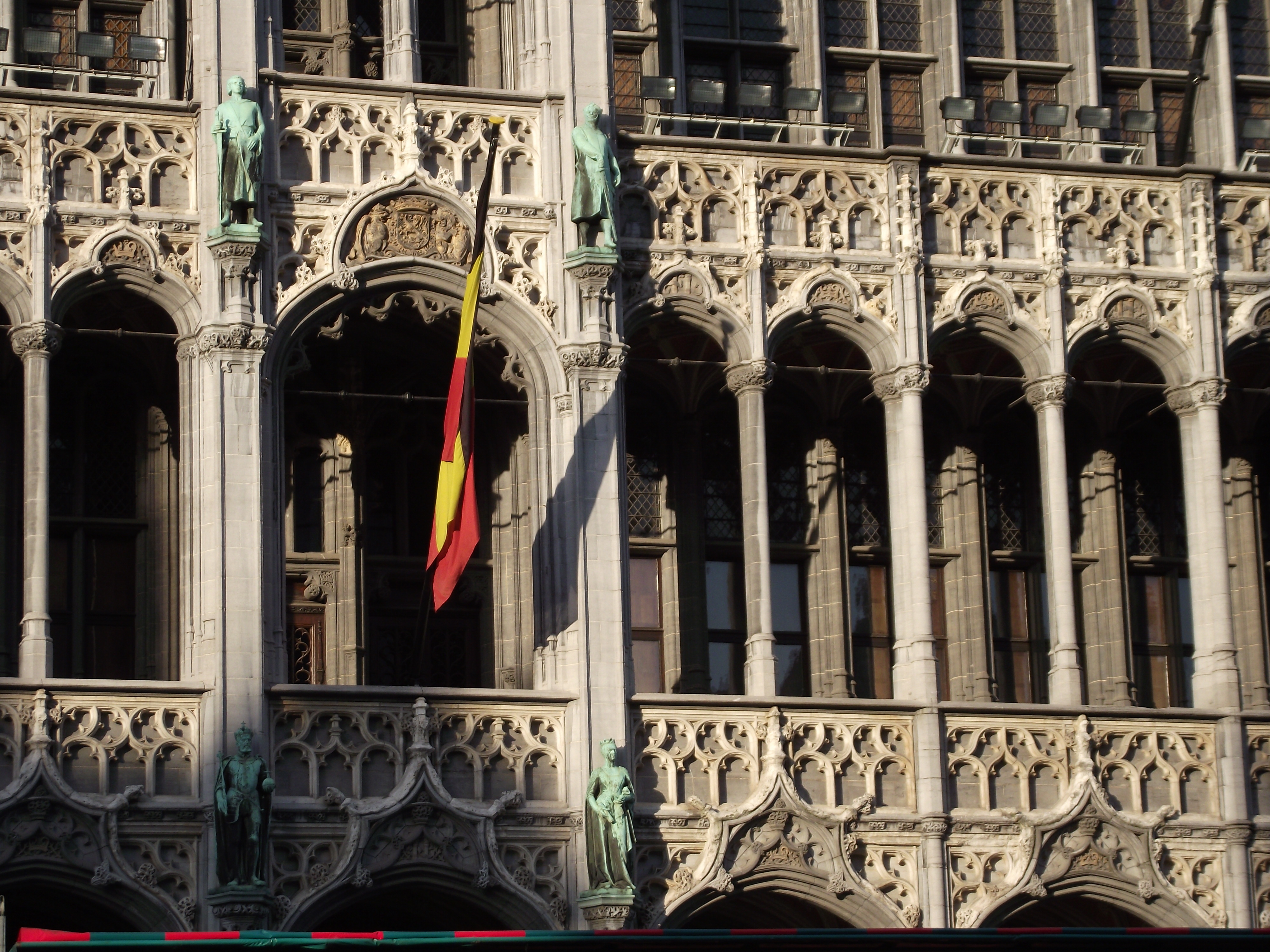
Particolare della ricca decorazione della facciata.

Nei primi anni del XIII secolo apparve sulla Grand-Place una struttura in legno atta a mercato coperto del pane: Broodhuis in fiammingo, che ne correva ancora il nome. Questo edificio venne sostituito da un altro in pietra nel 1405. Tuttavia nel XV secolo ci fu un cambiamento di mercato, i panettieri portavano il pane porta-a-porta direttamente alle abitazioni. L'edificio ormai libero, venne occupato dal duca di Brabante, che vi installò un centro amministrativo. Così prese il nome di "'s Hertogenhuys'" (Casa del Duca), poi divenuto "'s Conincxhuys" (Casa del Re) in seguito alla salita di Carlo V, duca del Brabante dal 1506, al trono di Spagna nel 1516; in francese si continua tutt'oggi a chiamarlo Maison du Roi.
Durante il regno di Carlo V l'edificio venne completamente rifatto dal suo architetto di corte Antoon II Keldermans che previde una nuova costruzione in stile gotico fiammeggiante. I progetti vennero presentati nel 1514 e il cantiere si svolse tra il 1515 e il 1536.
Gravemente danneggiato con il bombardamento francese del 1695 questo edificio ebbe bisogno di un urgente e accurato restauro, ma a causa della mancanza di fondi, vennero eseguiti solo i lavori minimi per evitare un crollo. Nei secoli successivi venne adibito agli usi più diversi, da Volkshuis (Casa del Popolo) durante l'occupazione dei rivoluzionari francesi di Bruxelles alla fine del XVIII secolo, a tribunale, carcere provvisorio, stoccaggio di fieno per la cavalleria britannica dopo la battaglia di Waterloo, sala prove della Scuola di Danza del Teatro de la Monnaie, biblioteca, ecc.
Alla fine del 1870 l'edificio è stato totalmente demolito e ricostruito in stile neogotico per volere degli allora sindaci Karel Buls e Jules Anspach. La ricostruzione dell'edificio venne affidata all'Architetto di Città Pierre-Victor Jamaer, che basandosi sui piani originali di Antoon II Keldermans, realizzò una ricostruzione fedele del palazzo cinquecentesco. I lavori iniziarono nel 1873 e durarono una ventina d'anni per concludersi nel 1895.
Dal 1887 è sede del "Museo civico". Nel 1936, la Maison du Roi venne dichiarata "Monumento Nazionale del Belgio" e poi iscritto dall'UNESCO alle liste del Patrimonio dell'umanità nel 1998.

## Descrizione
La costruzione si sviluppa su tre piani sormontati da un enorme tetto aperto da numerosi abbaini e puntellato di statue di alfieri. Al centro della facciata si erge il bel Beffroi a leggeri trafori, con pianta quadrangolare e sommità ottagonale terminante con elmo bombato in ardesia. I primi due piani sono dotati di portico con loggia, dai complicati decori tardo-gotici a rilievo. Ricche sono anche le due facciate laterali, sormontate da elaboratissimi frontoni terminanti con guglie e statue.